# Alison Cox
Alison Cox (ur. 5 czerwca 1979) – amerykańska wioślarka. Srebrna medalistka olimpijska z Aten.
Zawody w 2004 były jej jedynymi igrzyskami olimpijskimi. W stolicy Grecji medal zdobyła w ósemce. W 2002 zdobyła złoty medal mistrzostw świata w tej konkurencji, w 2010 była trzecia w czwórce bez sternika.